# Baguenaudier

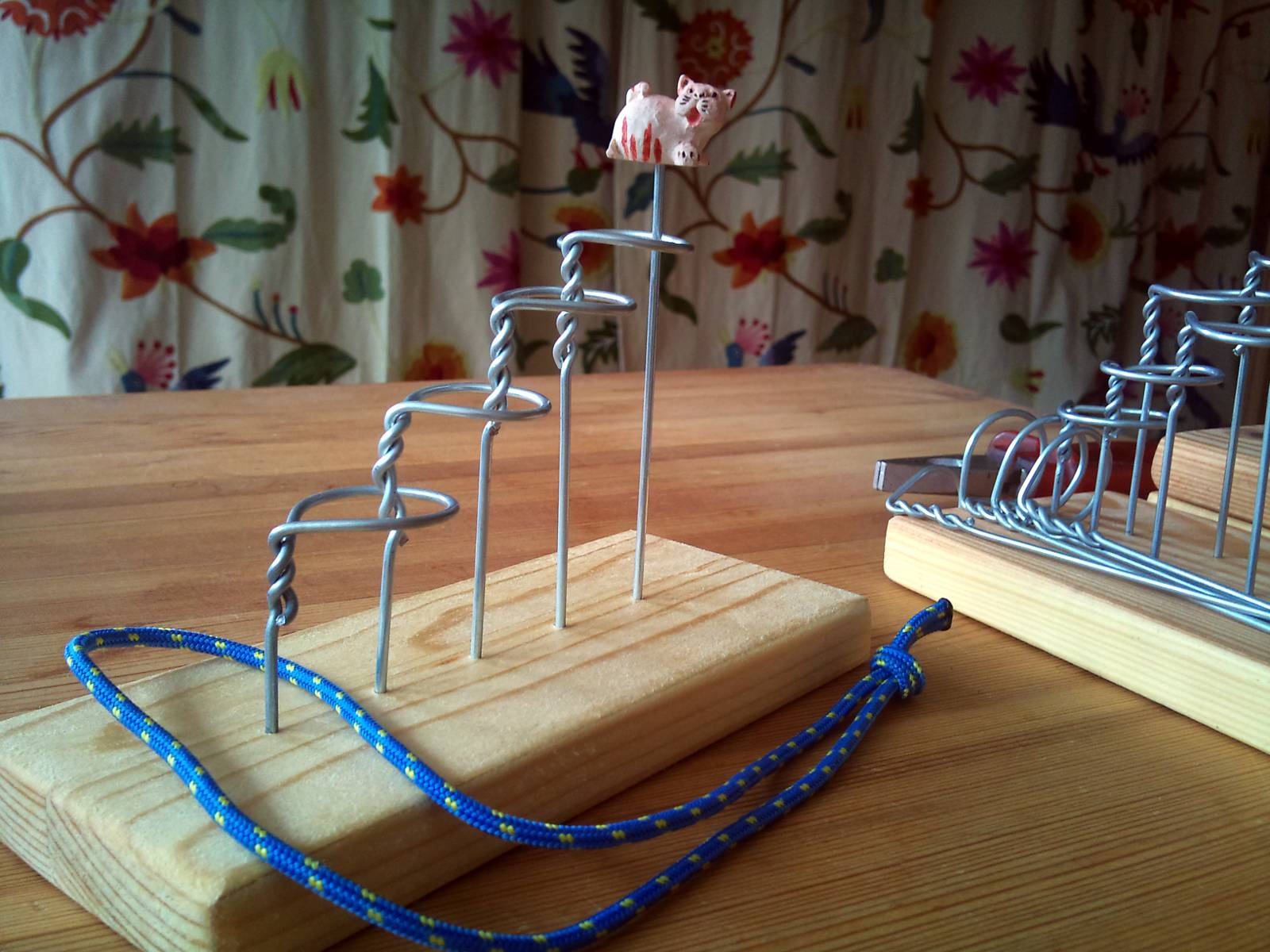
Un baguenaudier

Esquema de un baguenaudier de cinco anillos

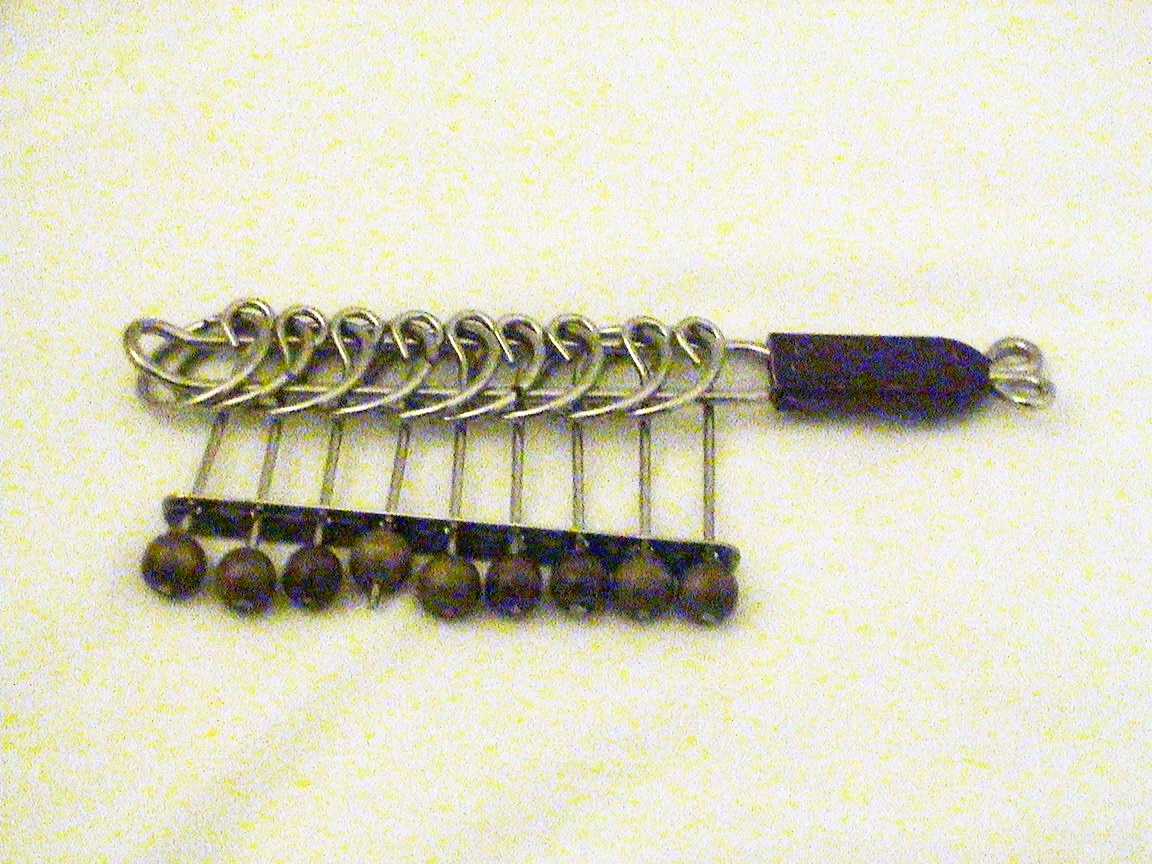
Una versión en metal del rompecabezas

Baguenaudier (también conocido como los Anillos chinos, Suspensión de Cardán, Anillos de Cardano,  Aguja del diablo o Rompecabezas de los cinco pilares) es un rompecabezas de desentrelazamiento, consistente en sacar un bucle de una secuencia de anillos enlazados mediante pilares. El bucle puede ser flexible (una cuerda o cadena) o una estructura rígida (otro anillo).
Se piensa que el juego pudo haber sido inventado en China, aunque sus orígenes son oscuros. El etnógrafo Stewart Culin relacionó una tradición que atribuye la invención del rompecabezas al general chino (siglo II o III) Zhuge Liang. El nombre "Baguenaudier" es francés, y significa "pérdida de tiempo". Era utilizado por los campesinos franceses como mecanismo de cierre (por ejemplo, para atar las riendas de las caballerías).
Variaciones de este pasatiempo incluyen la escalera del Diablo, el Halo del Diablo y la Escalera Imposible. Otro rompecabezas similar es la Calzada Elevada del Gigante, que utiliza un pilar separado con un anillo enlazado.

## Solución matemática
Édouard Lucas, el inventor del juego de las Torres de Hanói se hizo famoso por su elegante solución, que utilizaba códigos binarios y códigos de Gray de la misma forma en la que resolvió su propio rompecabezas. El número mínimo de movimientos necesario para solucionar un problema de n-anillos es:
{\displaystyle a(n)={\begin{cases}{\frac {2^{n+1}-2}{3}},&{\text{cuando }}n{\text{ es par,}}\\{\frac {2^{n+1}-1}{3}},&{\text{cuando }}n{\text{ es impar.}}\end{cases}}}
Para otras fórmulas, ver OEIS A000975.